# Aivars
Aivars est un prénom masculin letton pouvant désigner:

## Prénom
- Aivars Aksenoks (en) (né en 1961), homme politique letton
- Aivars Drupass (en) (1963-1999), joueur letton de football
- Aivars Endziņš (né en 1940), avocat et homme politique letton
- Aïvars Gipslis (1937-2000), joueur d'échecs letton
- Aivars Kalējs (en) (né en 1951), compositeur et pianiste letton
- Aivars Lazdenieks (né en 1954), rameur letton de l'Union soviétique
- Aivars Leimanis (en) (né en 1958), danseur de ballet letton
- Aivars Lembergs (né en 1953), homme politique et oligarque letton